# 大棘足螳属
大棘足螳属（学名：Macracanthopus）为色翅螳科的一个属。

## 下属物种
本属包括以下物种：
- 舒氏大棘足螳 Macracanthopus schoutedeni Chopard, 1929，舒特登大棘足螳
- 塞氏大棘足螳 Macracanthopus seydeli Roy, 1995,塞德尔大棘足螳